# Алвес Пирес, Алваро Энрике
Энри́ке А́лвес Пи́рес А́льваро (род. 11 марта 1985, Жардинополис, штат Сан-Паулу, Бразилия) — бразильский футболист, полузащитник бразильского клуба «Бататайс», выступающего в чемпионате штата Паулиста. Обладатель Кубка Либертадорес 2006, победитель клубного чемпионата мира 2006, серебряный призёр чемпионата Бразилии 2005 и 2006 годов. Профессиональную карьеру игрока начал в 2004 году в клубе высшей бразильской лиги «Интернасьонал» из Порту-Алегри. В 2008 году играл в MLS за клуб «Лос-Анджелес Гэлакси» после чего вернулся на родину, где выступал за ряд команд низших лиг.

## Биография

### Клубная карьера
Профессиональную карьеру игрока начал в 2004 году в клубе высшей бразильской лиги «Интернасьонал» из Порту-Алегри. За три сезона, проведённых в команде, Энрике провёл 13 матчей.
В 2007 году перешёл в другой бразильский клуб «Жоинвиль», а в летнее трансферное окно пополнил ряды клуба российской Премьер-лиги «Спартак» из Нальчика. Но закрепиться в составе команды не сумел, проведя всего 9 встреч в турнире среди дублирующих составов, а также один тайм в матче 1/4 финала кубка России против московского ЦСКА, после чего был заменён. По окончании сезона покинул команду и переехал в США, став игроком «Лос-Анджелес Гэлакси», где провёл 19 встреч, отличившись одним забитым мячом.
Со следующего сезона Энрике вернулся в Бразилию, где в дальнейшем выступал за ряд клубов из низших лиг.

## Статистика выступлений

### Клубная
| Команда                         | Сезон            | Чемпионат        | Чемпионат | Чемпионат | Кубок | Кубок | Итого | Итого |
| Команда                         | Сезон            | Уров.            | Игры      | Голы      | Игры  | Голы  | Игры  | Голы  |
| ------------------------------- | ---------------- | ---------------- | --------- | --------- | ----- | ----- | ----- | ----- |
| Интернасьонал (Порту-Алегри)    | 2004             | I                | 10        | 0         | 0     | 0     | 10    | 0     |
| Интернасьонал (Порту-Алегри)    | 2005             | I                | 0         | 0         | 0     | 0     | 0     | 0     |
| Интернасьонал (Порту-Алегри)    | 2006             | I                | 3         | 0         | 0     | 0     | 3     | 0     |
| Интернасьонал (Порту-Алегри)    | Итого            | Итого            | 13        | 0         | 0     | 0     | 13    | 0     |
| Жоинвиль                        | 2007             | III              | ?         | ?         | ?     | ?     | ?     | ?     |
| Спартак-Нальчик                 | 2007             | I                | 0         | 0         | 1     | 0     | 1     | 0     |
| Лос-Анджелес Гэлакси            | 2008             | I                | 19        | 1         | 0     | 0     | 19    | 1     |
| Форталеза                       | 2009             | II               | 1         | 0         | 1     | 0     | 2     | 0     |
| Луверденсе (Лукас-ду-Риу-Верди) | 2010             | III              | 8         | 0         | 0     | 0     | 8     | 0     |
| Луверденсе (Лукас-ду-Риу-Верди) | 2011             | III              | 6         | 0         | 0     | 0     | 6     | 0     |
| Луверденсе (Лукас-ду-Риу-Верди) | Итого            | Итого            | 14        | 0         | 0     | 0     | 14    | 0     |
| Насьонал (Манаус)               | 2012             | III              | 0         | 0         | 2     | 0     | 2     | 0     |
| Айморе (Сан-Леополду)           | 2015             | I                | 14        | 0         | 0     | 0     | 14    | 0     |
| Икаса (Жуазейру-ду-Норти)       | 2016             | IV               | 3         | 0         | 0     | 0     | 3     | 0     |
| Индепенденте (Лимейра)          | 2017             | III              | 15        | 0         | 0     | 0     | 0     | 0     |
| Бататайс                        | 2019             | III              | 10        | 0         | 0     | 0     | 0     | 0     |
| Всего за карьеру                | Всего за карьеру | Всего за карьеру | 89*       | 1*        | 4     | 0     | 93*   | 1*    |

Источники:
- Статистика выступлений взята со спортивного медиа-портала Soccerway.com
- Статистика выступлений на любительском уровне взята со спортивного медиа-портала FootballFacts.ru

## Достижения

### Командные
«Интернасьонал»
- Обладатель Кубка Либертадорес: 2006.
- Победитель клубного чемпионата мира: 2006.
- Серебряный призёр чемпионата Бразилии (2): 2005, 2006.
- Чемпион лиги Гаушу: 2004.
- Серебряный призёр лиги Гаушу: 2006.
- Полуфиналист Кубка Южной Америки: 2004.